# Крісло-катапульта

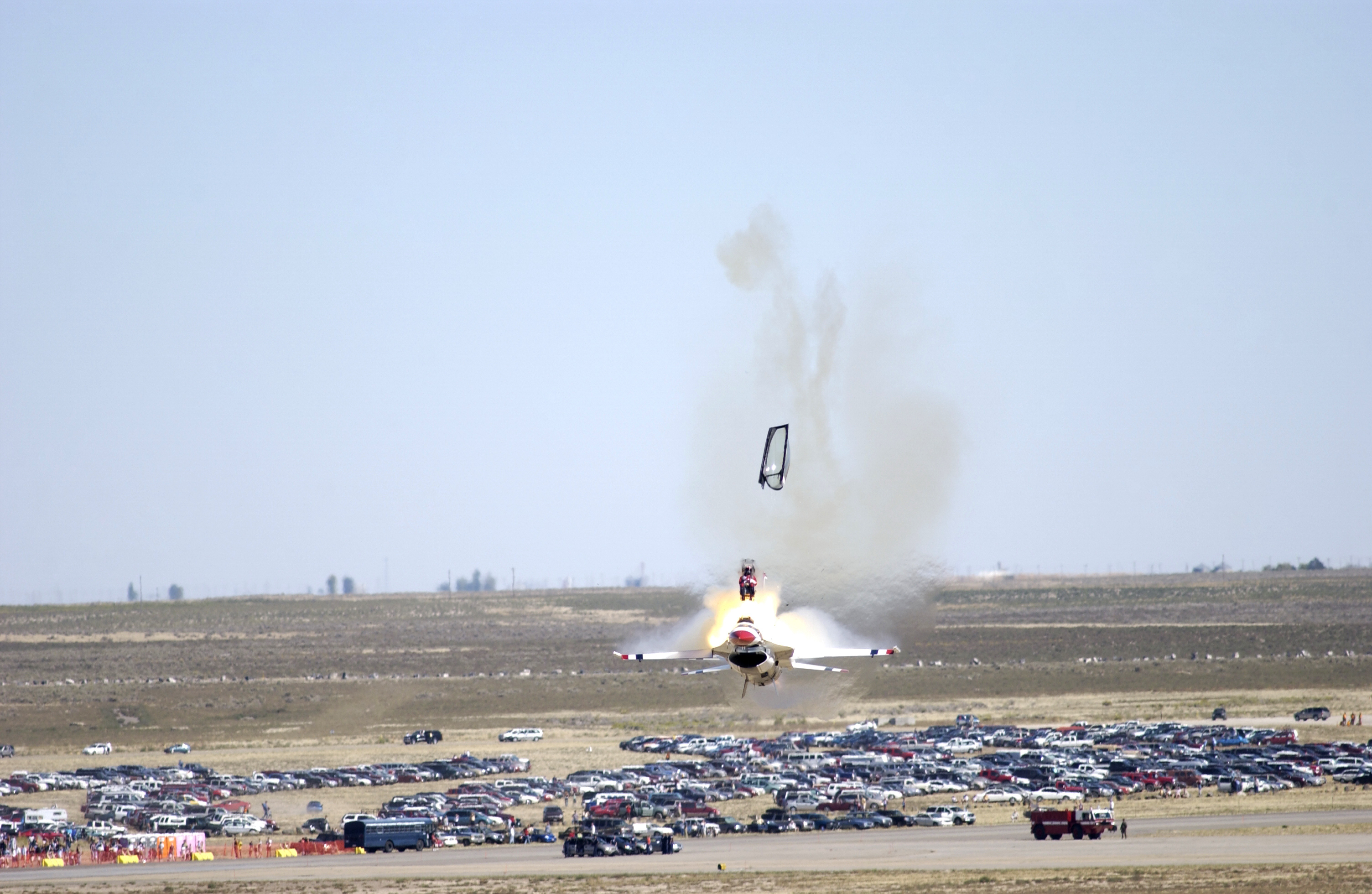
Катапультування на злеті літака. 2003

Крісло-катапульта — це рятувальна система для швидкої евакуації екіпажу переважно військового літака, гвинтокрила у випадку аварійної ситуації. Здійснюється за рахунок вистрілювання (катапультування) крісла разом з пілотом з літального апарата за допомогою стисненого повітря, порохового заряду, ракетної системи, після чого крісло автоматично відкидається і пілот приземляється на парашуті. У деяких типів літаків катапультуються аварійно-рятувальні капсули (Convair B-58 Hustler), кабіни (B-1, F-111) разом з розміщеними у них пілотами.

## Історія

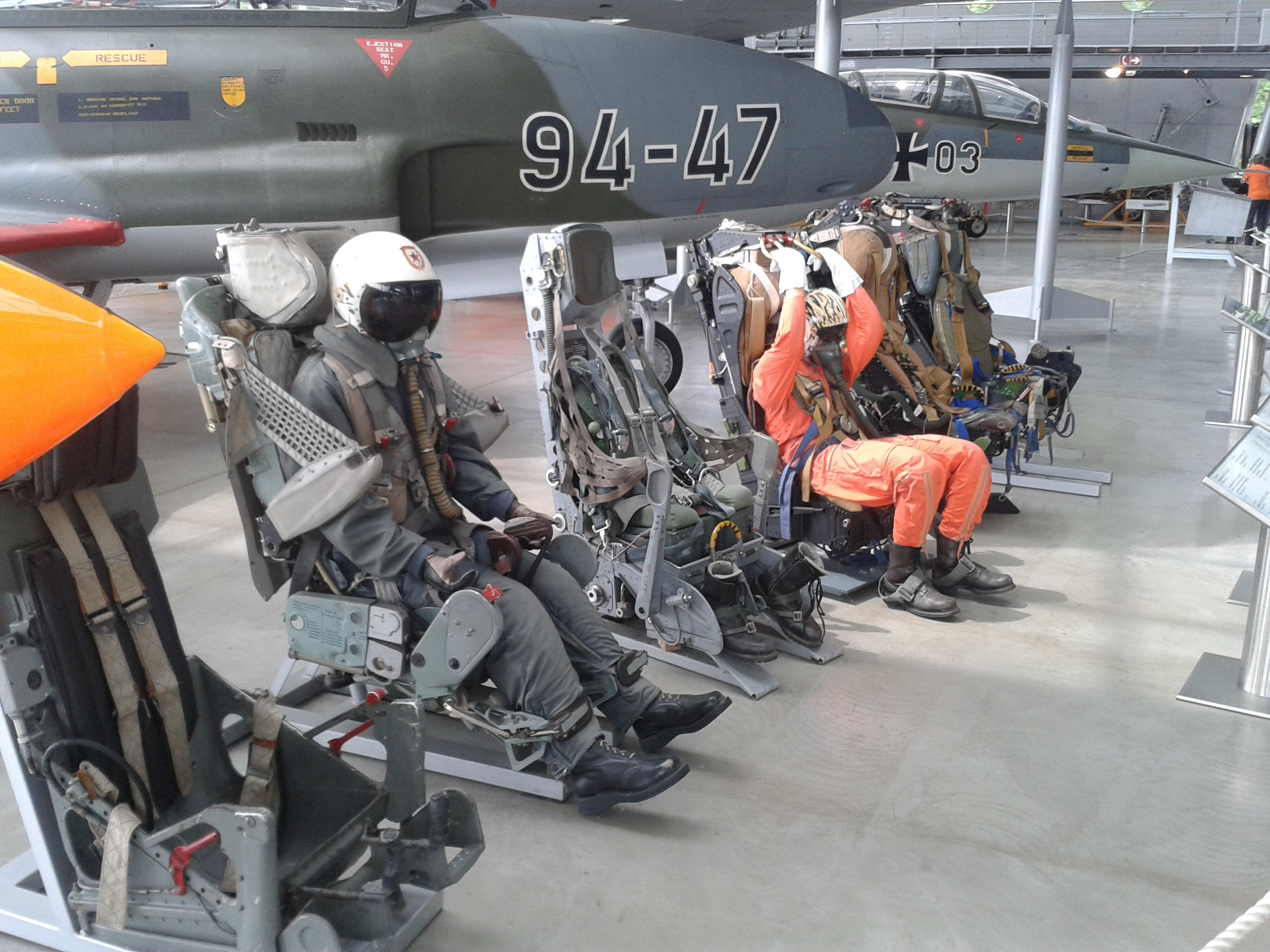
Крісла-катапульти. 2014

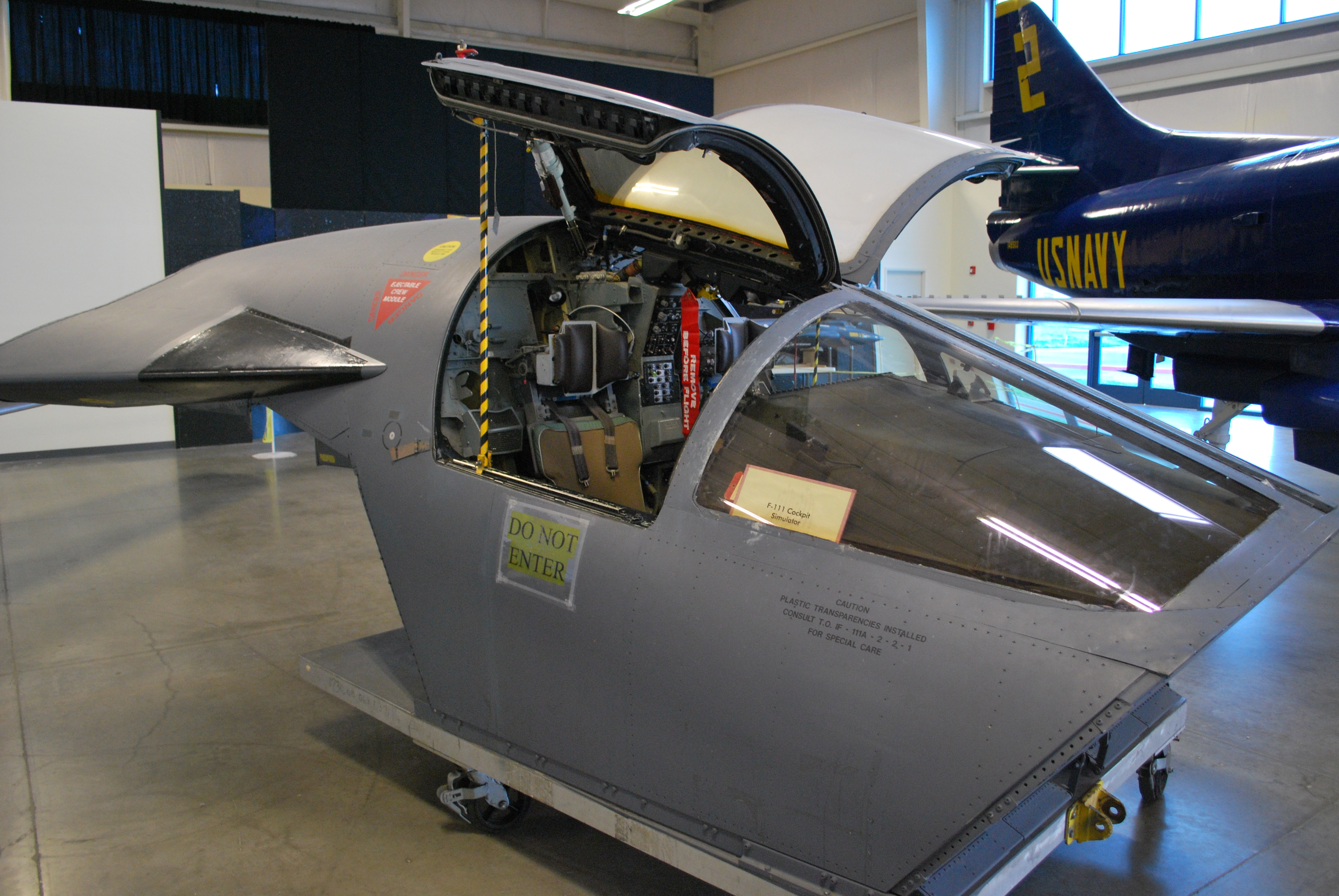
Модуль кабіни F-111, що катапультується

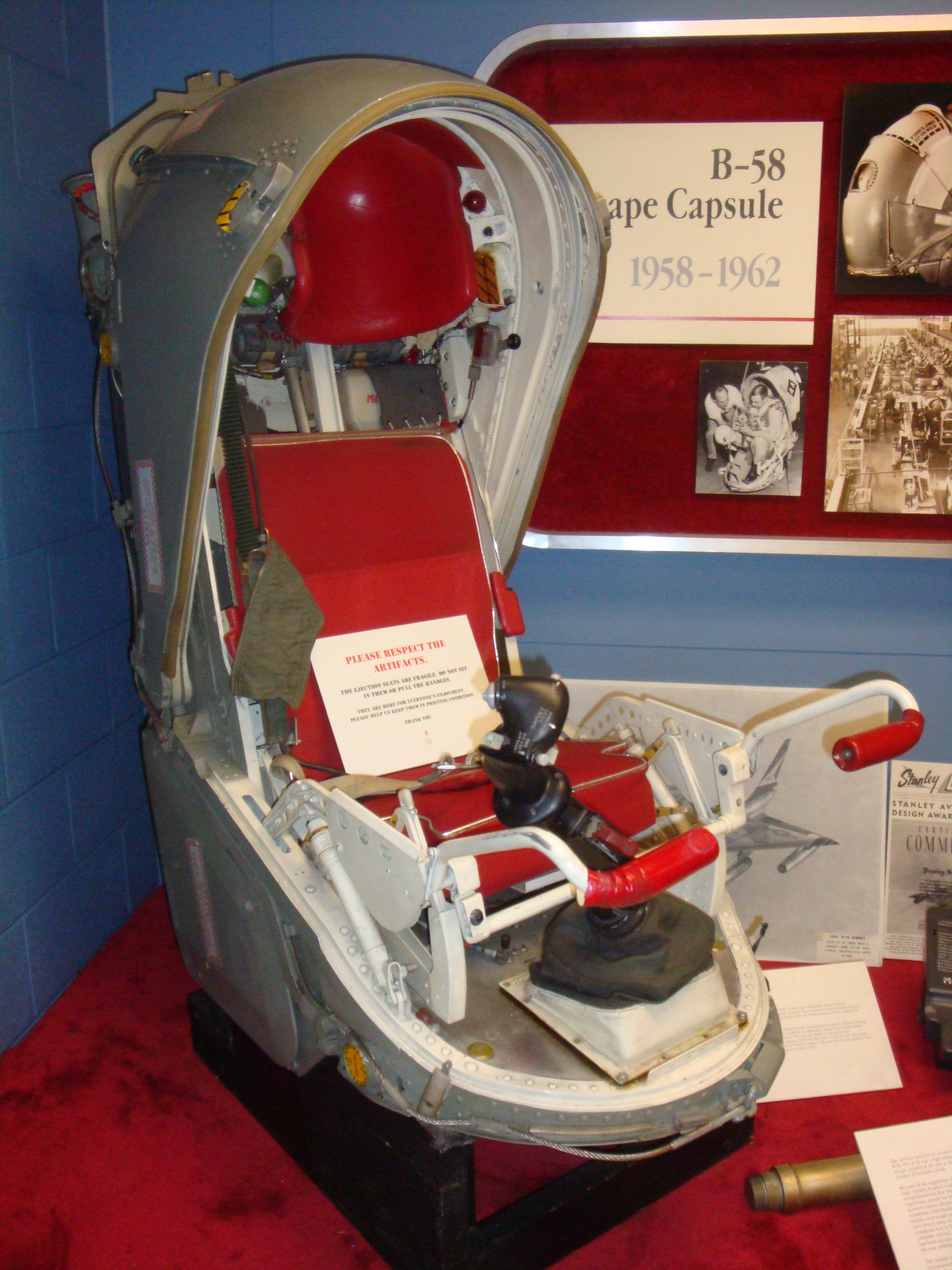
Відкрита капсула B-58, що катапультується

### Друга світова війна
Румунський винахідник Анастасій Драгомир запропонував кабіну літака з системою рятування. Кожен пасажир отримував свій парашут, який при аварії витягав його з кабіни через отвір разом з сидінням. Її начебто успішно випробували 25 серпня 1929 в Орлі, а також у жовтні біля Бухаресту. Драгомир із співавтором отримали патент на винахід у Франції — № 678566, та в Румунії — № 40658 (1950).
Перша система вистрілювання з літака сидіння пілота за допомогою стисненого повітря була продемонстрована 1928 року на виставці у Кельні. Системи катапультування стали розвивати 1938 р. у Третьому Райху. Із зростанням швидкостей літаків в часи Другої світової війни до 40% спроб пілотів покинути літак для стрибка з парашутом завершувались смертю чи пораненнями. На швидкостях, близьких до 600 км/год пілот фізично не міг покинути кабіну через значний тиск зустрічного повітря. Першими розробку таких систем незалежно одна від одної розпочали компанії: німецька Heinkel і шведська Saab.
Першим літаком з кріслом-катапультою, що активується системою стисненого повітря став прототип реактивного винищувача Heinkel He 280 (1941), а його пілот Гельмут Шенк став першим в історії пілотом, що скористався ним 13 січня 1942 року, потрапивши в аварійну ситуацію через обледеніння літака. Першим серійним літаком з кріслом-катапультою став нічний винищувач Heinkel He 219 Uhu. З 1944 року крісла-катапульти використовували енергію порохових газів (Heinkel He 162). Наприкінці війни із розробкою для Люфтваффе реактивних і ракетних літаків, практично більшість з них були обладнані кріслом-катапультою (Arado Ar 234 Blitz, Heinkel P. 1078, Dornier Do 335, Junkers EF 128, Messerschmitt P.1111). За доступними натепер даними, більше 60 німецьких пілотів скористувались такими кріслами-катапультами в часи війни.
У Швеції випробування крісла-катапульти провели 8 січня 1942 року на 80-кг манекені. Через велику вагу системи стисненого повітря, SAAB разом з компанією Bofors почали розробляти систему катапультування за допомогою порохових газів — Saab Mk.I, в якій автоматично відстрілювався ліхтар кабіни, від'єднувались електричні та кисневі системи, а у повітрі — ремені безпеки. Його випробування відбулось 27 лютого 1944 р.

### Післявоєнний період
Після завершення війни крісла-катапульти стали запроваджувати у літаках США, Великої Британії, де їх почала розробляти компанія Martin-Baker. Перше випробовування відбулось 24 липня 1946 року на літаку Gloster Meteor. Катапульта була застосована у 1949 році в аварійній ситуації на дослідному Armstrong Whitworth A.W.52. На швидкостях понад 1000 км/год енергії порохових газів не вистачало для функціювання крісел-катапульт. Тому розпочали досліди з використанням ракетних систем. Таку систему вперше випробували 1958 року на літаку F-102 Delta Dagger Convair. Того ж року відбулось катапультування з English Electric Canberra на рекордній донині висоті 17.400 м. Також вона дозволяла успішно катапультуватись на рівні землі. З початку 1960-х рр. почали розробляти крісла-катапульти для надзвукових швидкостей. На даний час відомо 6 випадків катапультування з сидіннями Martin-Baker на швидкостях понад 1300 км/год. За непідтвердженими даними було здійснено катапультування з Lockheed SR-71 Blackbird на швидкості 3 М на висоті понад 24.300 м. Задокументоване рекордне успішне катапультування здійснив 1981 Микола Коновалов у висотно-компенсувальному костюмі на швидкості 2,6 М і висоті 18.000 м з МіГ-25. На травень 2006 задокументовано 7.152 випадки успішного застосування крісел-катапульт Martin-Baker.
Модерні крісла-катапульти можна використовувати на 0-ій висоті та 0-ій швидкості. Головними виробниками крісел-катапульт є компанії: британська Martin Baker, американська McDonnell Douglas, Stencil, російська НПП «Звезда», китайська Jianghan .

## Покоління крісел-катапульт

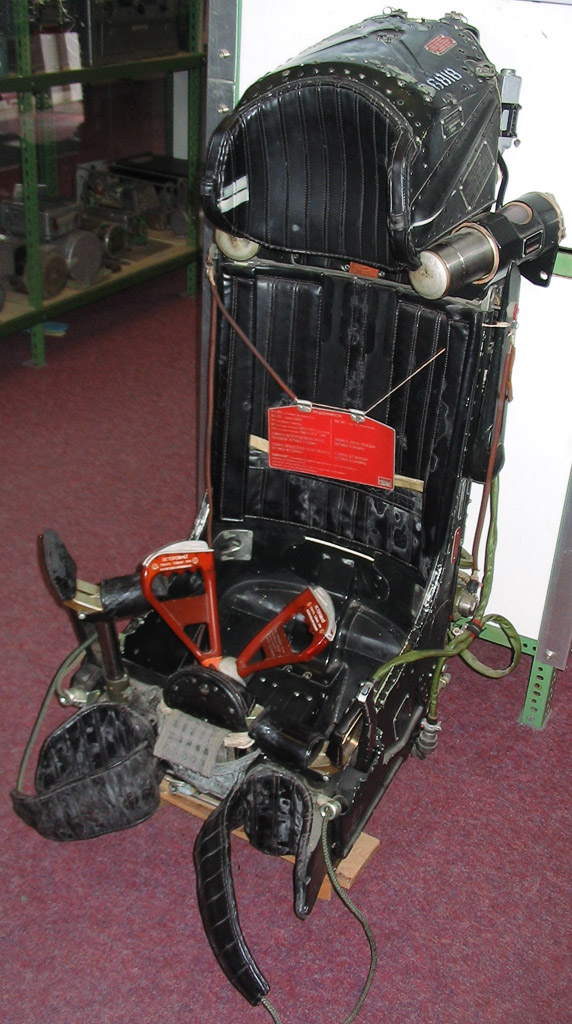
MK-36DM визнано одним з найкращих сучасних крісел-катапульт

Крісла-катапульти ділять на 4 покоління:

### І покоління (1940–1965)
- 1940 катапульта Heinkel
- Mk.1 Martin Baker
- Mk.2 перша повністю автоматична
- Mk.4 з системою обмеження перевантаження
- Mk.6 (бл. 1960) класу 0-0 (швидкість 0 — висота 0)
- 1 квітня 1961 перше катапультування ракетною системою

### ІІ покоління 1965–1975)
- Mk.7
- Mk.8
- Mk.9
- Mk.10 (A)
- фіксація верхньої частини тіла, рук, ніг у безпечному положенні, додаткове джерело кисню для великих висот, автоматичне гальмування, стабілізація на висоті більш 5000 м і відокремлення крісла на меншій висоті, система рятування на воді

### ІІІ покоління (з 1975)
- S4S (Stencel) для значних швидкостей і висот
- Mk.11-Mk.12 (Martin Baker) з автоматичним вибором 3 програм в залежності від висоти, швидкості і ще нижче 2100 м, обмежувачі прискорення
- K-36 (Заря) стабілізація польоту до 3М і 30.000 м
- K-36RB до 4М і 21.330 м
- ACES II (McDonnell Douglas) аналог Mk.12
- CREST (Boeing) для висоти до 21.330 м і швидкості понад 1300 км/год
- Mk.14 з мікропроцесорними системами управління по 5 режимах висоти-швидкості і 3 відкриття парашуту

## Джерела

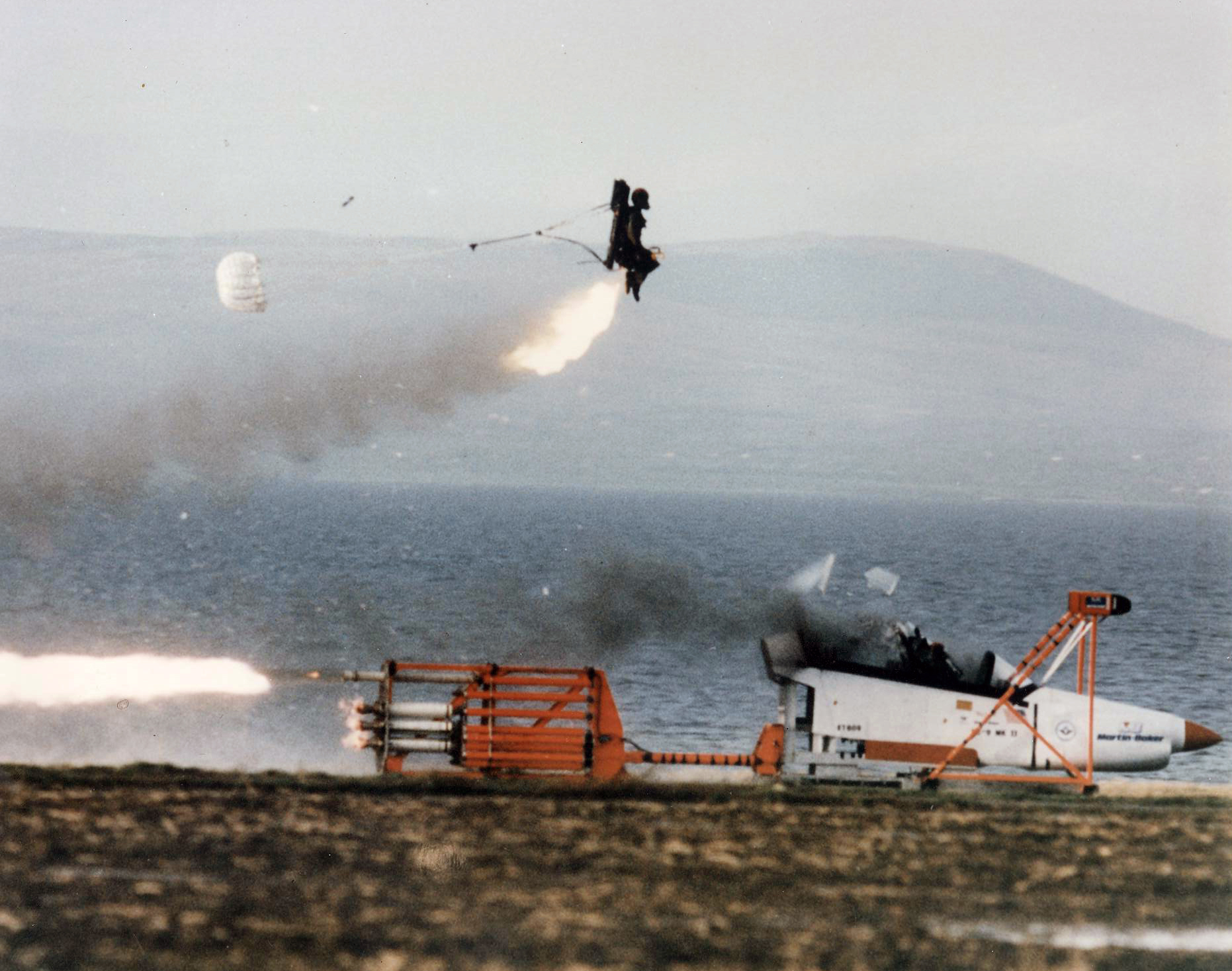
Випробовування крісла-катапульти. 1993

### IV покоління (з лютого 1992)
- Mk.16
- Mk.F16F для високих швидкостей